# Калиновське сільське поселення (Ульчський район)
Кали́новське сільське поселення (рос. Калиновское сельское поселение) — сільське поселення у складі Ульчського району Хабаровського краю Росії.
Адміністративний центр та єдиний населений пункт — село Калиновка.

## Населення
Населення сільського поселення становить 162 особи (2019; 195 у 2010, 187 у 2002).